# Zbigniew Brycki
Zbigniew Brycki ps. „Kozak” (ur. 21 sierpnia 1917 w Mąkowarsku, zm. 21 sierpnia 1944 w Warszawie) – podchorąży, uczestnik wojny obronnej w 1939 roku, żołnierz Armii Krajowej (Grupy „Kampinos”), powstaniec warszawski.

## Życiorys
Syn Franciszka i Bronisławy (z domu Kentzer). Po maturze, w 1938 roku, został powołany na Dywizyjny Kurs Podchorążych Rezerwy 15 DP w Bydgoszczy. We wrześniu 1939 roku, jako żołnierz 61 Pułku Piechoty, walczył najpierw na przedpolach Bydgoszczy (Osowa Góra – Dąbrówka Nowa), następnie w bitwie nad Bzurą i w obronie Warszawy. Po kapitulacji stolicy został zwolniony ze służby i wrócił do domu rodzinnego w Mąkowarsku.
W 1942 roku ponownie wyjechał do Warszawy i zaangażował się w działalność konspiracyjną Obwodu III „Waligóra” (Wola) Warszawskiego Okręgu Armii Krajowej.
Tuż po wybuchu powstania warszawskiego znalazł się na terenie Puszczy Kampinoskiej. W nocy z 15/16 sierpnia 1944 roku, wraz z grupą żołnierzy oddziałów kampinoskich, przybył na Żoliborz w celu udzielenia pomocy rejonowi Starego Miasta. 
Podczas pierwszego ataku na Dworzec Gdański (w nocy 20/21 sierpnia 1944) został bardzo ciężko ranny. Zmarł 21 sierpnia 1944, w dniu swoich 27. urodzin. Spoczywa na Cmentarzu Wojskowym na Powązkach (kwatera A27 – 8 – 2).
Patron skweru w Mąkowarsku (położonego przy skrzyżowaniu ulic Bydgoskiej i Tucholskiej).

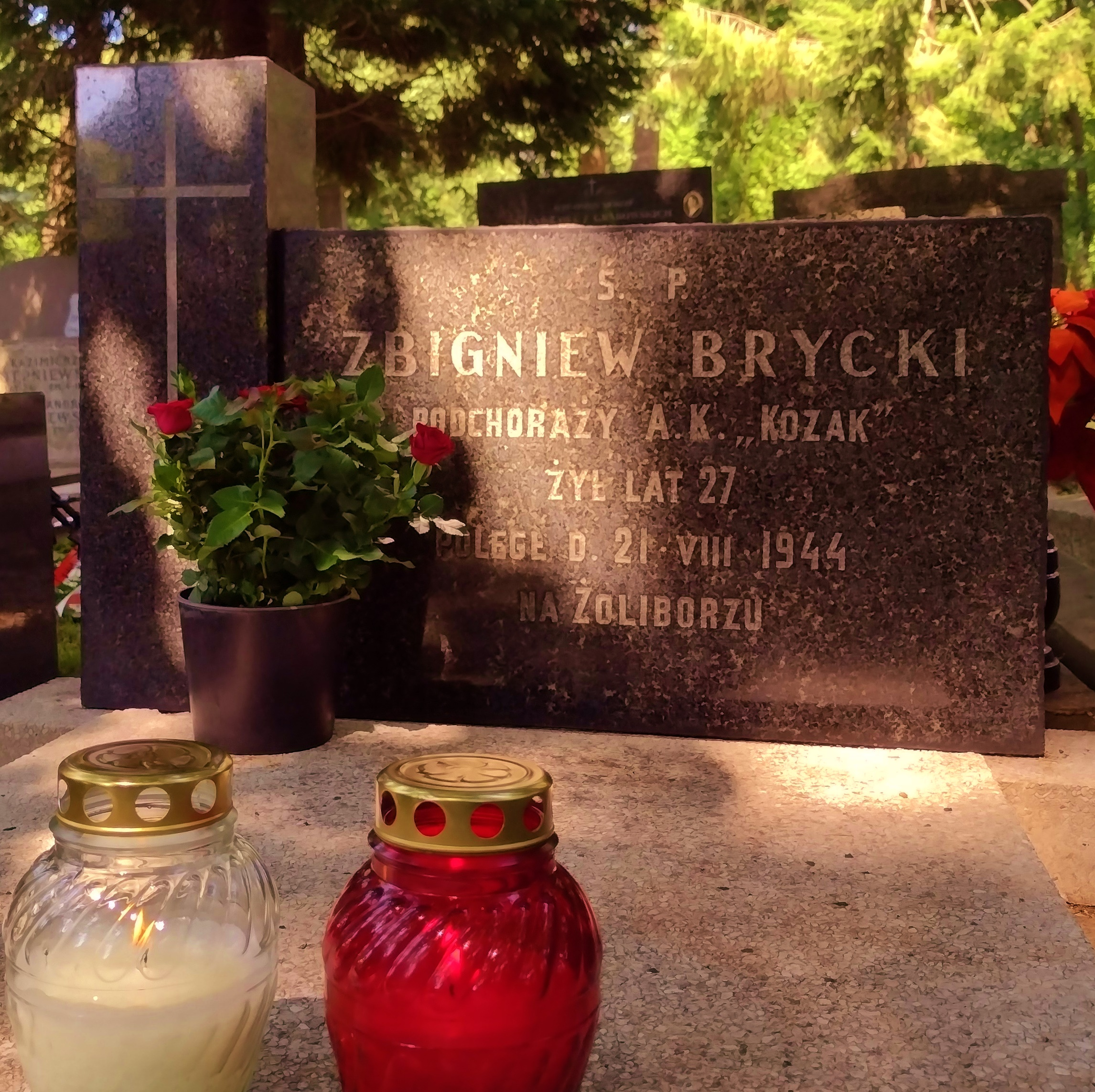
Nagrobek Zbigniewa Bryckiego na Cmentarzu Wojskowym na Powązkach

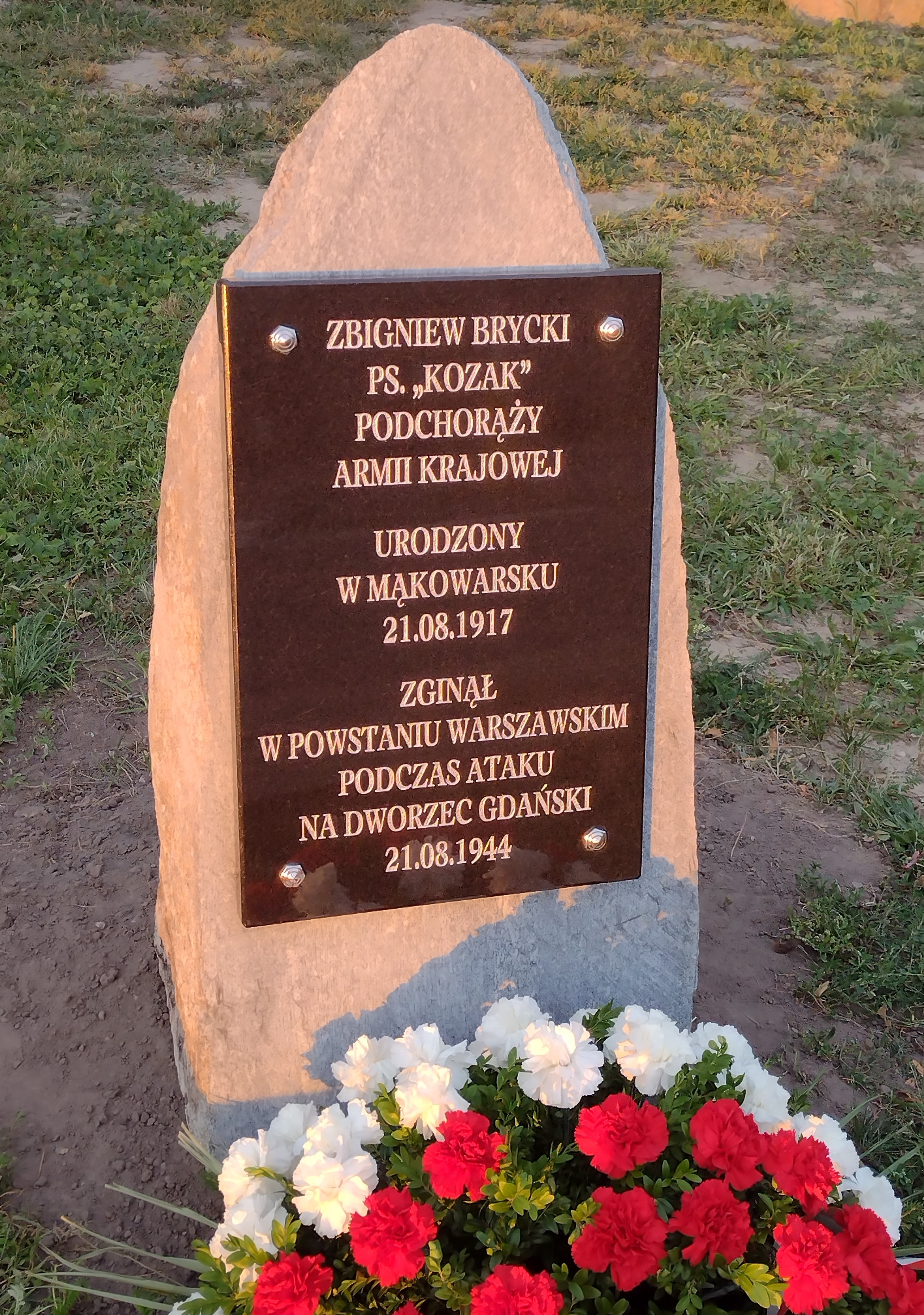
Tablica upamiętniająca Zbigniewa Bryckiego na skwerze w Mąkowarsku

## Nagrody i odznaczenia
- Medal za Udział w Wojnie Obronnej 1939[1],
- Warszawski Krzyż Powstańczy[1].